# Gran Premio di Chiasso 2007
Il Gran Premio di Chiasso 2007, tredicesima edizione della corsa, si svolse il 3 marzo 2007 su un percorso totale di circa 173 km. Fu vinto dal russo Pavel Brutt, che terminò la gara in 4h15'43" alla media di 40,458 km/h.

## Ordine d'arrivo (Top 10)
| Pos. | Corridore            | Squadra      | Tempo    |
| ---- | -------------------- | ------------ | -------- |
| 1    | Pavel Brutt          | Tinkoff      | 4h15'43" |
| 2    | Davide Rebellin      | Gerolsteiner | s.t.     |
| 3    | Luca Mazzanti        | Cer. Panaria | s.t.     |
| 4    | Daniele Pietropolli  | Tenax        | s.t.     |
| 5    | Evgenij Petrov       | Tinkoff      | s.t.     |
| 6    | Leonardo Bertagnolli | Liquigas     | s.t.     |
| 7    | Gabriele Bosisio     | Tenax        | s.t.     |
| 8    | Kanstancin Siŭcoŭ    | Barloworld   | a 3"     |
| 9    | Martin Elmiger       | AG2R Prév.   | a 39"    |
| 10   | Patrick Calcagni     | Liquigas     | s.t.     |